# دیگو لئون (بازیکن فوتبال، زاده ۲۰۰۷)
دیگو لئون (انگلیسی: Diego León؛ زادهٔ ۳ آوریل ۲۰۰۷) بازیکن فوتبال اهل پاراگوئه است که برای باشگاه فوتبال سرو پورتنیو بازی می‌کند.

## دوران باشگاهی
دیگو لئون در ۳ آوریل ۲۰۰۷ در کولونیا یاگوآزو، پاراگوئه به دنیا آمد. او پسر بریگیدا بلانکو است. لئون چپ‌پا است و به عنوان مدافع چپ فعالیت می‌کند. به عنوان یک بازیکن جوان، او به آکادمی باشگاه فوتبال سرو پورتنیو در سطح زیر ۱۴ سال پیوست.
لئون حرفه رسمی خود را با آنها آغاز کرد. او به عنوان «یکی از بزرگترین استعدادها در فوتبال پاراگوئه» توصیف شده است. در ۲ اوت ۲۰۲۴، لئون در جریان پیروزی ۱–۰ بر باشگاه ورزشی آملیانو به میدان رفت و گلزنی کرد.